# Nematobrachion sexspinosum
Nematobrachion sexspinosum är en kräftdjursart som beskrevs av Hansen 1911. Nematobrachion sexspinosum ingår i släktet Nematobrachion och familjen lysräkor. Inga underarter finns listade i Catalogue of Life.